# Baloeran
Die Baloeran war ein 1930 in Dienst gestelltes Passagierschiff der niederländischen Reederei Rotterdamsche Lloyd. Das Schiff blieb bis zum Mai 1941 im Dienst nach Niederländisch-Indien, ehe es von der deutschen Kriegsmarine beschlagnahmt und als Hospitalschiff unter dem Namen Strassburg in Dienst gestellt wurde. Die Strassburg wurde am 1. September 1943 vor Wijk aan Zee auf Grund gesetzt, nachdem sie auf eine Seemine gelaufen war. Am 20. September wurde das Schiff von britischen Bombern angegriffen und versenkt.

## Geschichte
Der Rumpf der im August 1928 auf Kiel gelegten Baloeran wurde unter der Werftnummer 313 bei Fijenoord in Rotterdam gebaut, während die restlichen Arbeiten am Schiff bei De Schelde in Vlissingen weitergeführt wurden. Die Baloeran lief am 29. August 1929 vom Stapel, wurde am 22. März 1930 fertiggestellt und am 9. April an den Rotterdamschen Lloyd abgeliefert. Die Jungfernfahrt von Rotterdam nach Batavia begann am 16. April 1930. Im Jahr darauf folgte ihr Schwesterschiff Dempo.
In den ersten Dienstjahren war die Baloeran in mehrere Unfälle verwickelt. Am 18. März 1931 kollidierte sie mit dem Frachtschiff Silverbeech, wodurch beide Schiffe leicht beschädigt wurden. Am 28. Januar 1932 lief sie im Nieuwe Waterweg auf Grund, konnte jedoch wieder unbeschädigt freigeschleppt werden. 
Im Januar 1933 reiste der indische Guru und Mystiker Meher Baba an Bord der Baloeran von Port Said nach Ceylon.
1937 wurde die Baloeran in Rotterdam modernisiert und von 168,98 auf 175,05 Meter verlängert. Die Anzahl der Passagiere verringerte sich von 666 auf 632.
Im Mai (anderen Quellen zufolge im Juli) 1941 wurde das Schiff von der deutschen Kriegsmarine beschlagnahmt und unter dem Namen Strassburg bei Wilton-Fijenoord zu einem Hospitalschiff umgerüstet. Am 20. Juli 1941 begann die erste Fahrt der Strassburg mit einem Fassungsvermögen von 500 Personen sowie 161 Besatzungsmitgliedern zwischen deutschen und norwegischen Häfen. Bereedert wurde sie hierbei von der HAPAG.
Am 1. September 1943 lief die Strassburg vor Wijk aan Zee auf eine Seemine und wurde daraufhin auf Grund gesetzt, um ein Sinken des Schiffes zu verhindern. Am 20. September wurde das noch immer auf Grund liegende Schiff von britischen Bombern angegriffen und brannte dabei vollständig aus. Bereits einen Tag zuvor war die Strassburg von britischen Torpedobooten angegriffen worden, die das Schiff jedoch nicht versenken konnten. Das Wrack der Strassburg versank wenig später auf der Position 52° 29′ 15″ N, 4° 32′ 4″ O. 